# Гейтвей (Аляска)
Гейтвей (англ. Gateway) — переписна місцевість (CDP) в США, в окрузі Матануска-Сусітна штату Аляска. Населення — 5748 осіб (2020).

## Географія
Гейтвей розташований за координатами 61°34′0″ пн. ш. 149°13′23″ зх. д. / 61.56667° пн. ш. 149.22306° зх. д. (61.566706, -149.223038).  За даними Бюро перепису населення США в 2010 році переписна місцевість мала площу 57,36 км², з яких 55,80 км² — суходіл та 1,56 км² — водойми.

## Демографія
Згідно з переписом 2010 року, у переписній місцевості мешкали 5552 особи в 1851 домогосподарстві у складі 1479 родин. Густота населення становила 97 осіб/км².  Було 1962 помешкання (34/км²).
Расовий склад населення:
| - 85,3 % — білих - 4,2 % — корінних американців - 1,8 % — азіатів - 1,0 % — чорних або афроамериканців - 0,5 % — вихідців з тихоокеанських островів - 1,1 % — осіб інших рас |

До двох чи більше рас належало 6,1 %. Частка іспаномовних становила 3,7 % від усіх жителів.
За віковим діапазоном населення розподілялося таким чином: 30,7 % — особи молодші 18 років, 63,4 % — особи у віці 18—64 років, 5,9 % — особи у віці 65 років та старші. Медіана віку мешканця становила 33,8 року. На 100 осіб жіночої статі у переписній місцевості припадало 102,6 чоловіків;  на 100 жінок у віці від 18 років та старших — 102,2 чоловіків також старших 18 років.
Середній дохід на одне домашнє господарство  становив 104 648 доларів США (медіана — 92 739), а середній дохід на одну сім'ю — 116 297 доларів (медіана — 105 476). Медіана доходів становила 70 976 доларів для чоловіків та 52 167 доларів для жінок. За межею бідності перебувало 7,8 % осіб, у тому числі 7,4 % дітей у віці до 18 років та 3,6 % осіб у віці 65 років та старших.
Цивільне працевлаштоване населення становило 2783 особи. Основні галузі зайнятості: освіта, охорона здоров'я та соціальна допомога — 23,9 %, роздрібна торгівля — 11,1 %, публічна адміністрація — 10,7 %, науковці, спеціалісти, менеджери — 10,3 %.